# شهرستان ونشی
شهرستان ونشی (به لاتین: Wenxi County) یک شهرستان‌های جمهوری خلق چین در چین است که در یانگچنگ واقع شده‌است.